# Камечниця
Камечниця (словац. Kamečnica) — річка в Словаччині; права притока Кланечниці. Протікає в окрузі Нове Место-над-Вагом.
Довжина — 16.5 км. Витікає в масиві Білі Карпати на висоті 550 метрів.
Протікає територією сіл Лубіна і Бзінце-под-Яворіноу. Впадає у Кланечницю на висоті 192 метри.